# Yalla
Yalla (kyrillisch und russisch Ялла Jalla) ist eine usbekischen Folk-Rock-Band.

## Geschichte
Yalla wurde – inspiriert von den Beatles – 1970 aus einer Laiengruppe am Theaterinstitut von Taschkent gegründet und war in den 1970er- und 80er-Jahren eine der populärsten Bands in der Sowjetunion. Yalla verwendete in ihren Werken verschiedene orientalische Motive, sowohl die russische als auch die usbekische Sprache sowie traditionelle und moderne Instrumente.
Die Gruppe trat sowohl in den verschiedenen Unionsrepubliken auf als auch in anderen Ländern wie Indien und Pakistan. Yalla nahmen zudem an den 10. Weltfestspielen der Jugend und Studenten 1973 in Ost-Berlin teil. Yalla stand beim Label Melodija unter Vertrag. Das DDR-Plattenlabel Amiga veröffentlichte 1973 zwei usbekisch gesungene Titel der als „Ensemble Jalla“ bezeichneten Band auf einer Kompilation und 1975 eine Single mit den auf Deutsch gesungenen Liedern Wie schade und Das wird ein Tag sein unter dem Namen „Yalla“. Bei Auftritten im Ausland sang Yalla gewöhnlich auch ein Lied in der jeweiligen Landessprache.
Bis 1979 wechselte beinahe die gesamte Besetzung der Band, einzig Zakirov blieb Teil Yallas. In den 1980er Jahren gelangte Yalla mehrmals in die Wertung zum sowjetischen „Lied des Jahres“. Ein Ableger der Band, Retro Yalla, gründete sich 2002.

## Diskografie
- 1976: Ким узи Kim usi
- 1978: Звезда востока Swesda wostoka (russ. Stern des Orients)
- 1979: Кто он? Kto on? (russ. Wer ist er?)
- 1980: Это любовь Eto ljubow (russ. Das ist Liebe)
- 1982: Три колодца Tri kolodza (russ. Drei Brunnen)
- 1983: Лицо возлюбленной моей Lizo wosljublennoi mojei (russ. Das Gesicht meiner Geliebten)
- 1988: Музыкальная чайхана Musykalnaja tschaichana (russ. Musikalisches Teehaus)
- 1997: Сборник лучших песен (на английском языке) Sbornik lutschschich pesen (na anglijskom jasykje) (russ. Sammlung der besten Lieder (in englischer Sprache))
- 1999: Восточный базар Wostotschny basar (russ. Orientalischer Basar)
- 2000: Jinouni
- 2000: Борода верблюда Boroda werbljuda (russ. Bart des Kamels)
- 2002: Ялла. Избранное Jalla. Isbrannoje (russ. Favoriten)
- 2003: Ялла — Grand collection